# 様態論
様態論（ようたいろん、英語: modalism、Sabellianism）は、キリスト教における神の概念のひとつ。
サベリウス主義、様態論的モナルキア主義とも呼ばれる。

## 解説
父・子・聖霊の三位格をそれぞれ自立した存在と解する三位一体論に反対する一位神論。父と子は唯一神（全能の神）の顕現様態の変化したものであると考え、キリストの神性を強調すると同時に神の唯一性（一位格）を主張し、そのためキリストの人間性を軽視する考え方である。この主義は東方ではサベリウス主義、西方では天父受難説として知られている。
神は旧約時代には父として現れたが、後には人類の罪を贖う子として現われ、キリストの復活の後には聖霊として現れたと主張する。このように、唯一神の神性には、三つの人格（位格）があるのではなく、三つの顕現様態があるとした。この説によると、神の中には一つの人格があるだけで、父なる神とキリストに独立した人格があるということを否定している。

## 歴史
この思想の主張者にはプラクセアス、ノエトス、サベリウス等がいる。様態論の最大の唱導者はサベリウスであるが、最初の唱導者はプラクセアスである。
プラクセアスは小アジア出身であり、迫害に耐え抜いた告白者であった。彼はテルトゥリアヌスによって説き伏せられ公同教会に復帰したが、彼の思想を信奉する者たちが派を受けついだ。それに対しテルトゥリアヌスは『プラクセアス反駁論』を書いた。彼らは子（キリスト）を天父の一顕現様態とみる。それ故、父と子は同一であり、イエス・キリストは天父と称され、天父が生まれ、天父が受難したことになる天父受難説であると、テルトゥリアヌスから攻撃された。
プラクセアスの思想を受け継いだのが、ノエトスである。彼も小アジア（スミルナ）出身であるが、ローマで天父受難説を唱導した。ヒッポリュトスは『ノエトス反駁論』を書き、彼を批判した。
ノエトスの思想はサベリウスによって受け継がれ発展した。サベリウスの思想は一時期、ローマの司教、カリストゥスに支持されたが、後にカリストゥスによって彼は破門された。
現代ではペンテコステ派の一部および新エルサレム教会がこの見解を取る。